# Heterogomphus mniszechi
Heterogomphus mniszechi är en skalbaggsart som beskrevs av Thomson 1859. Heterogomphus mniszechi ingår i släktet Heterogomphus och familjen Dynastidae. Inga underarter finns listade i Catalogue of Life.